# WWE Hall of Fame
En lluita lliure professional, el WWE Hall of Fame o Saló de la Fama de la WWE (abans WWF Hall of Fame o WWF Saló de la Fama) és una institució que rendeix honors a la carrera d'antics empleats de la World Wrestling Entertainment (abans World Wrestling Federation) i altres celebritats o lluitadors que han contribuït en la lluita lliure en general.
Aquest guardó va ser creat l'any 1993, com homenatge al mort lluitador André the Giant. La gerència de la WWE va seleccionar anualment individus per a rebre aquest honor entre el 1993 i el 1996, i va reviure aquesta pràctica el 2004, durant la celebració de WrestleMania XX. Des d'aquesta WrestleMania es realitza cada any una cerimònia de commemoració, un dia abans de la WrestleMania corresponent, on es presenten als nous membres de cada any.